# Arachania (Cerro Largo)
Pour l’article homonyme, voir Arachania (Rocha).
Arachania est une localité uruguayenne du département de Cerro Largo.

## Localisation
Située dans la partie centre-sud du département de Cerro Largo sur les rives du río Tacuarí, Arachania se déploie au niveau du kilomètre 376 de la ruta 8, à proximité de la localité de Ñangapiré.

## Population
| 2004 | 2011 |
| ---- | ---- |
| -    | 20   |

## Source
- (es) Cet article est partiellement ou en totalité issu de l’article de Wikipédia en espagnol intitulé « Arachania (Cerro Largo) » (voir la liste des auteurs).